# Ꚅ
Ꚅ (minuskule ꚅ) je již běžně nepoužívané písmeno cyrilice. V minulosti bylo používáno v abcházštině. Jedná se o ligaturu z písmen З a Ж.